# Luca Langoni
Luca Daniel Langoni (* 9. Februar 2002 in Laferrere) ist ein argentinischer Fußballspieler.

## Karriere
Anfang 2021 ging Langoni von der U20 der Boca Juniors in deren zweite Mannschaft über. Im Sommer 2022 folgte der Wechsel in die erste Mannschaft. Sein Ligadebüt hatte er am 20. Juni 2022 bei einem 3:1-Sieg über Barracas Central, als er in der 86. Minute für Sebastián Villa eingewechselt wurde. In den darauffolgenden Partien erzielte er sechs Treffer und gab eine Torvorlage. Dies trug auch dazu bei, dass die Boca Juniors am Ende des Jahres die Meisterschaft feiern konnten. Nach einem guten Start in die Folgesaison setze ihn ein Muskelbündelriss ab Mitte April 2023 mehrfach außer Gefecht, wodurch er den Rest der Saison verpasste.
Diese Verletzung zog sich dann auch bis in die Liga-Saison 2024, wodurch er zu deren Beginn ein paar Partien verpasste. Nachdem er zum Ende der Saison hin überhaupt nicht mehr im Kader stand, wechselte er Anfang August 2024 in die USA zum MLS-Franchise New England Revolution, das für ihn eine Ablöse von 6,2 Mio. Euro zahlte. Er debütierte ein paar Wochen später bei einem 5:0-Sieg über Montréal, als er zur 77. Minute für Esmir Bajraktarević ins Spiel kam. Kurz danach bereite er erst das 4:0 für Giacomo Vrioni in der 79. Minute vor und erzielte, nach Vorarbeit von Dylan Borrero, in der 83. Minute den 5:0-Schlusstreffer.